# 282 Clorinde
282 Clorinde eller 1955 RQ är en asteroid i huvudbältet, som upptäcktes den 28 januari 1889 av den franske astronomen Auguste Charlois. Den namngavs senare Clorinde, hjältinnan i episka verket Det befriade Jerusalem av den italienske renässansdiktaren Torquato Tasso.
Clorindes senaste periheliepassage skedde den 10 februari 2024. Dess rotationstid har beräknats till 6,42 timmar.